# E 7, 7 Mannheim

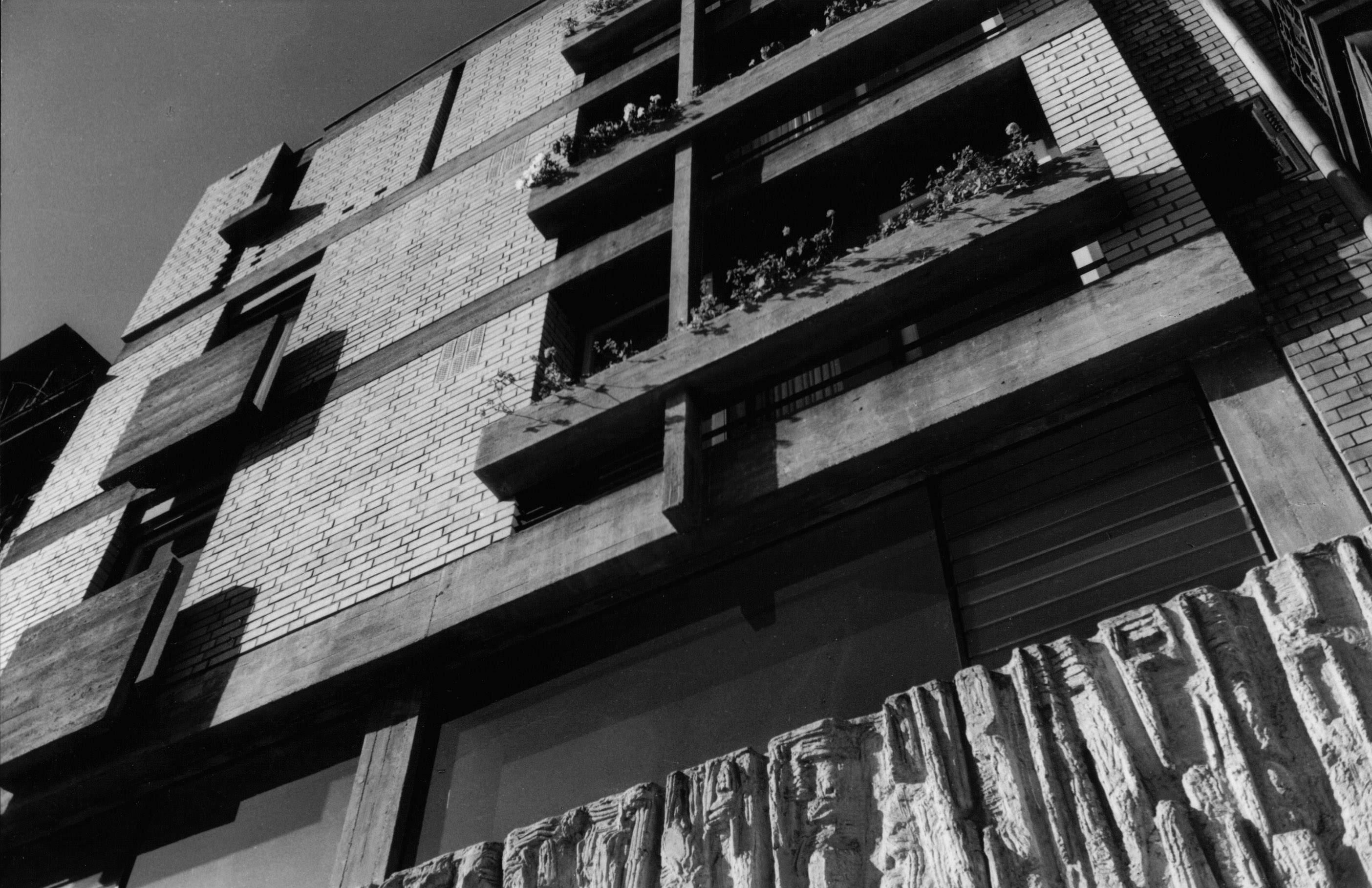
Die Straßenfassade des Wohn- und Atelierhauses Mutschler, fotografiert von Mutschlers Geschäftspartner Joachim Langner (2002)

E 7, 7 Mannheim ist die Adresse des denkmalgeschützten Geschäfts- und Wohngebäudes „Wohn- und Atelierhaus Mutschler“ im Quadrat E 7 der Mannheimer Innenstadt.

## Entstehungsgeschichte und Baubeschreibung
Der Mannheimer Architekt Carlfried Mutschler baute sein Atelier-, Geschäfts- und Wohngebäude in einer kriegszerstörten Baulücke auf dem im Keller verbliebenen Gewölbe auf. In der unmittelbaren Nachbarschaft hatten einige Gründerzeitbauten mehr oder weniger heil die Bombennächte überstanden. Der Eiermann-Schüler konzipierte eine moderne Architektur, die trotz ihrer radikalen Andersartigkeit die Feingliedrigkeit der Nachbargebäude übernahm und sich einfügt.
Die Ladenfront im Erdgeschoss und das Atelier im ersten Obergeschoss sind rahmenlos in voller Breite verglast. Die drei Wohngeschosse darüber übernehmen den Baustoff Klinker aus der Nachbarschaft. Das Mauerwerk ist im Tannenberg-Denkmalverband vermauert, den Mutschler bei all seinen Klinkerbauten verwendete. Extrem schlanke Sichtbetonteile mit gelblichem Schimmer und sägerauer Brettschalung nehmen Bezug zu den Sandsteinelementen der Nachbarfassaden. Der Brüstungsriegel aus Beton im Ateliergeschoss wurde von dem Maler und Bildhauer Otto Herbert Hajek additiv vertikal gegliedert. Eine gestalterische Verwandtschaft mit den Balkonbrüstungen der Nachbargebäude ist dabei beabsichtigt.
Die drei Wohngeschosse sind über den raumhohen Fenstern mit vorgelagerten Blumentrog-Elementen zusammengefasst. Eine über alle drei Geschosse reichende, extrem schlanke Betonstele fasst die drei Wohngeschosse zusammen. Schlanke vertikale Fensterschlitze dienen als lineare Gliederungselemente. Die Wohngeschosse bilden zusammen exakt ein Quadrat. Die Regeln des Goldenen Schnittes findet man in der gesamten Fassadengestaltung.
Das oberste Geschoss, in dem Carlfried Mutschler mit seiner Frau Isolde lebte, weicht im Küchenbereich von den darunter liegenden ansonsten gleichen Fassaden ab. Durch diese Störung der Einheitlichkeit wird das Dachgeschoss betont. Mutschler wendete das Stilmittel der Störung der Uniformität bei all seinen Bauten an und beschrieb es mit „eine Masche fallen lassen“, einem Begriff aus dem Bereich Stricken.
Die Dachgeschosswohnung steht über eine außen angehängte Betonwendeltreppe mit dem Dach in Verbindung. Sie bildet auf der Hofseite die Betonung des obersten Geschosses. Auf dieser Dachterrasse wurde inmitten der Innenstadt ein Idyll mit Dachbegrünungen geschaffen.
Im Inneren sind alle Türen mit Oberblende raumhoch. Die Fenster übergreifen jeweils zwei Räume, wobei der Innenwandanschluss verglast ist. Dadurch gelingt die Belichtung auch über den jeweiligen Nachbarraum. Durch die Innenverglasungen fließen die Räume ineinander und erscheinen dadurch viel größer als sie sind. Auch im Inneren erscheinen Klinkerwände, die mit Holzverkleidung in ähnlicher Farbe gestalterisch zusammenwirken.
Das Nachfolge-Architekturbüro von Prof. Mutschler, Ludwig Schwöbel und Partner arbeitete weiterhin in den Atelierräumen in E 7, 7.
Das Eckgebäude E 7, 5 wurde in gleicher Architektursprache von Carlfried Mutschler und seinen Partnern Joachim Langner und Dieter Wessa 1987 errichtet. Bauherren waren hier Carlfried Mutschler mit seiner Frau Isolde, und die Ehepaare Bramertz und Pfeifer. Es wurde vom BDA mit der Auszeichnung Guter Bauten gewürdigt.

## Denkmalschutz
Diese beispielhafte Baulückenschließung steht inzwischen unter Denkmalschutz. Sie ist wegen ihrer vorbildhaften Gestaltung ein wichtiges Beispiel in der Architekturgeschichte für die Einfügung moderner Architektur in ein historisches Ensemble und oft Ziel von Architekturexkursionen.